# 法线

多边形（polygon）及其两個法向量（normal vector）

曲面（surface）上的點與切平面（tangent plane）上的點具有相同的法線（normal）

三维平面的法线，或稱法向量（英語：Normal）是垂直于该平面的三维向量。曲面在某点P处的法线为垂直于该点切平面（tangent plane）的向量。
法線是与多边形（polygon）的曲面垂直的理論線，一個平面（plane）存在無限個法向量（normal vector）。在電腦圖學（computer graphics）的領域裡，法線決定著曲面與光源（light source）的浓淡处理（Flat Shading），对于每个点光源位置，其亮度取决于曲面法线的方

## 法线的计算
对于像三角形这样的多边形来说，多边形两条相互不平行的边的叉积就是多边形的法线。
用方程{\displaystyle ax+by+cz=d}表示的平面，向量{\displaystyle (a,b,c)}就是其法线。
如果S是曲线坐标x(s, t)表示的曲面，其中s及t是实数变量，那么用偏导数叉积表示的法线为
{\displaystyle {\partial \mathbf {x}  \over \partial s}\times {\partial \mathbf {x}  \over \partial t}}。
如果曲面S用隐函数表示，点集合{\displaystyle (x,y,z)}满足{\displaystyle F(x,y,z)=0}，那么在点{\displaystyle (x,y,z)}处的曲面法线用梯度表示为
{\displaystyle \nabla F(x,y,z)}。
如果曲面在某点没有切平面，那么在该点就没有法线。例如，圆锥的顶点以及底面的边线处都没有法线，但是圆锥的法线是几乎处处存在的。通常一个满足Lipschitz连续的曲面可以认为法线几乎处处存在。

## 法线的唯一性

曲面（surface）上的法線向量場（vector field of normals）

曲面法线的法向不具有唯一性（uniqueness），在相反方向的法线也是曲面法线。曲面在三維的邊界（topological boundary）內可以分區出inward-pointing normal 與 outer-pointing normal, 有助於定義出法線唯一方法（unique way）。定向曲面的法线通常按照右手定则来确定。

## 法线的变换
变换矩阵可以用来变换多边形，也可以变换多边形表面的切向量（tangent vector）。
設 n′ 為 W n。我們必須發現 W。
W n 垂直（perpendicular）於 M t
{\displaystyle \iff (Wn)\cdot (Mt)=0}
{\displaystyle \iff (Wn)^{T}(Mt)=0}
{\displaystyle \iff (n^{T}W^{T})(Mt)=0}
{\displaystyle \iff n^{T}(W^{T}M)t=0}
很明白的選定 W s.t. {\displaystyle W^{T}M=I}, 或 {\displaystyle W={M^{-1}}^{T}} 將可以滿足上列的方程式，按需求，再以 {\displaystyle Wn} 垂直於（perpendicular）{\displaystyle Mt}, 或一個 n′ 垂直於 t′。

## 应用
- 曲面法线在定义向量场的曲面积分中有着重要应用。
- 在三维计算机图形学中通常使用曲面對應的頂點法向量进行光照计算；参见Lambert's cosine law。